# 2012년 하계 올림픽 남아프리카 공화국 선수단
남아프리카 공화국은 2012년 7월 27일에서 8월 12일까지 영국 런던에서 열린 제30회 하계 올림픽에 참가했다.

## 복싱
South Africa has entered boxers for the following events
남자
| 선수             | 세부 종목    | 32강                        | 16강                    | 8강             | 준결승          | 결승            | 결승            |
| 선수             | 세부 종목    | 상대 선수 결과              | 상대 선수 결과          | 상대 선수 결과  | 상대 선수 결과  | 상대 선수 결과  | 순위            |
| Ayabonga Sonjica | Bantamweight | Dalakliev (BUL) · L 6–15    | Did not advance         | Did not advance | Did not advance | Did not advance | Did not advance |
| Siphiwe Lusizi   | Welterweight | Abdul-Karim (IRQ) · W 17–13 | Maestre (VEN) · L 13–18 | Did not advance | Did not advance | Did not advance | Did not advance |

#### 수영
남자
| 선수 | 세부 종목 | 예선 | 예선 | 준결선 | 준결선 | 결선 | 결선      |
| 선수 | 세부 종목 | 기록 | 순위 | 기록   | 순위   | 기록 | 최종 순위 |

## 같이 보기
- 올림픽 남아프리카 공화국 선수단